# HIST3H2BB
HIST3H2BB (англ. Histone cluster 3 H2B family member b) – білок, який кодується однойменним геном, розташованим у людей на короткому плечі 1-ї хромосоми.  Довжина поліпептидного ланцюга білка становить 126 амінокислот, а молекулярна маса — 13 908.
| 10         |  | 20         |  | 30         |  | 40         |  | 50         |
| ---------- |  | ---------- |  | ---------- |  | ---------- |  | ---------- |
| MPDPSKSAPA |  | PKKGSKKAVT |  | KAQKKDGKKR |  | KRGRKESYSI |  | YVYKVLKQVH |
| PDTGISSKAM |  | GIMNSFVNDI |  | FERIASEASR |  | LAHYNKRSTI |  | TSREVQTAVR |
| LLLPGELAKH |  | AVSEGTKAVT |  | KYTSSK     |  |            |  |            |

A: Аланін

D: Аспарагінова кислота

E: Глутамінова кислота

F: Фенілаланін

G: Гліцин

H: Гістидин

I: Ізолейцин

K: Лізин

L: Лейцин

M: Метіонін

N: Аспарагін

P: Пролін

Q: Глутамін

R: Аргінін

S: Серин

T: Треонін

V: Валін

Кодований геном білок за функцією належить до фосфопротеїнів. 
Задіяний у такому біологічному процесі як ацетиляція. 
Білок має сайт для зв'язування з ДНК. 
Локалізований у ядрі, хромосомах.